# Буево (Витебская область)
Буево (бел. Бу́ева) — деревня в Витебском районе Витебской области Беларуси. Входит в состав Бабиничского сельсовета. Площадь 43,1211 га.

## География
Расположена в 13 км на северо-восток от Витебска.
Ближайшие населённые пункты Клишево, Полудетки и др.

### Гидрография
Расположена у реки Безунья (которая через 0,6 км впадает в Двину). Через деревню протекает ручей, приток Безуньи. Ещё один ручей южнее Буево, за ним в 0,4 км находится деревня Клишево.

## История
В Витебском повете было два имения Буево — одно вблизи Мазолово (см. Маньковский, Игнат Антонович) и одно на реке Безунья, кроме этого в Куринской волости в 1906 году был фольварк и 3 деревни с таким названием.
В 1641 году Буево в составе имения Выжлятино, владения пана Семена Головни-Пышницкого.
Согласно Плану Генерального межевания Суражского уезда 1785 года имение Буево состоящее из сельца Буево. По ревизии земли 151 десятина. Это имение располагалось вплотную к Двине.
Ниже по реке Безунье было имение «Выжлятино», в котором также было сельцо Буево и деревня Буево. В имении по ревизии земли 368 десятин.
Ещё ниже по Безунье было имение «Стырики», в котором также было сельцо Буево и деревня Буево. В имении по ревизии земли 1137 десятин.
25 ноября 1866 года Суражский уезд был упразднён, Буево вошло в состав Куринской волости Витебского уезда.
В 1905 году в Буево и Буево-Выжлятино не менее 7 небольших земельных участков (5 — 20 десят.) принадлежало нескольким католикам помещикам рода Битный—Шляхто, а также наследникам этого рода Бобашинским.
С 1905 года в Витебском уезде Витебской губернии, селение Буево в Бабиничской волости, 6 дворов; деревня Буево 2-е в Куринской волости, у Западной Двины, 4 двора.
В 1906 году в Куринской волости имелись:
- деревня Буево 1-е при р. З.-Двине, Пышниковского сельского общества. 62 дес. земли. 6 дворов, 21 муж., 22 жен.
- деревня Буево 2-е при ручье, Пышниковского сельского общества. 61 дес. земли. 4 дворов, 14 муж., 15 жен.
- фольварк Буево при реч. Безуне, Н. П. Бобашинского, двор., кат. 127 дес. земли. 1 двор, 4 муж., 1 жен.
- застенок Буево при реч. Безуне, О. Юшковскому, К. и Н. Комаровским и др., мещ., кат. 53 дес. земли. 3 двора, 11 муж., 10 жен.

После присоединения к БССР, с 20 августа 1924 года деревня входит в Пышниковский сельсовет в составе Суражского района Витебского округа.
В 1936 году переселены жители деревни Черные Хмары, в 1939 году деревни Костыли, в 1940 году — Луговцы, Михуны, Соболи, Смолки, Снеговатка, Старченки, Стрелица.
В 1941 году в Буево было 58 (или 90) домов и 182 жителя.
В июне 1942 года во время карательной операции была сожжена часть поселка Буев — 27 из 90 дворов и 1 колхозная постройка. 24 августа 1943 года партизаны (отряды М. П. Машкова, А. А. Погорелова, А. С. Петрова) дали бой карателям в «Буевском лесу». За время войны деревня была полностью разрушена.
С 1944 года до 5 июня 2003 года в колхозе «Память Ленина», центральная усадьба размещалась в Буево до 1954 года.
16 июля 1954 года Пышниковский сельсовет упразднен, его территория присоединена к Ботаничскому сельсовету Суражского района.
После упразднения Суражского района 20 февраля 1960 года, Ботаничский сельсовет в составе Витебского района.
22 декабря 1960 года Ботаничский сельсовет упразднен, Буево включён в состав Бабиничского сельсовета.

## Население

### Численность
- 2019 год — 20 жителей

### Динамика
- 1926 год — 50 жителей, 11 дворов
- 1997 год — 56 жителей, 30 дворов
- 1999 год — 57 жителей (перепись населения)
- 2003 год — 42 жителей, 26 дворов
- 2009 год — 36 жителей (перепись населения)[6]
- 2014 год — 34 жителей, 19 домохозяйств
- 2018 год — 25 жителей, 14 дворов
- 2019 год — 20 жителей (перепись населения)

## Улицы
- Лесная
- Школьная
- Центральная и др.

## Достопримечательность

### Памятные места
- Мемориальный комплекс. Оцифрован 6 мая 2025 года[9].
  - Братская могила.